# 7425 Lessing
7425 Lessing eller 1992 RO5 är en asteroid i huvudbältet som upptäcktes den 2 september 1992 av den belgiske astronomen Eric W. Elst vid La Silla-observatoriet. Den är uppkallad efter den tyske författaren Gotthold Ephraim Lessing.
Den tillhör asteroidgruppen Nysa.